# Gra sprawiedliwa
Gra sprawiedliwa – gra, w której wartość oczekiwana wypłat poszczególnych graczy jest ta sama.
Stała suma gry, w szczególności suma zerowa, nie oznacza jej sprawiedliwości, ani na odwrót: istnieją gry sprawiedliwa, w których suma nie jest stała (a tym bardziej zerowa). Przykładowo, uznając za wypłatę sumę pieniężną, gra w kasynie jest grą o sumie zerowej (wygrana gracza to strata kasyna, i na odwrót; nie rozpatrujemy tu zadowolenia z samego faktu gry), jednakże nie jest ona grą sprawiedliwą (z przyczyn oczywistych prawdopodobieństwa wygranej są dla gracza niekorzystne, a wartość oczekiwana wygranej pieniężnej ujemna).

## Przykład
Dwóch graczy {\displaystyle A} i {\displaystyle B} zakłada się o wynik rzutu (uczciwie wyważoną) monetą. Jeśli wypadnie orzeł {\displaystyle \mathrm {O} ,} to {\displaystyle A} otrzyma 2 złote od {\displaystyle B.} Jeśli reszka {\displaystyle \mathrm {R} ,} to przeciwnie: będzie musiał zapłacić 2 zł. Ponieważ prawdopodobieństwo każdego ze zdarzeń wynosi ½, a gracze wypłacają sobie takie same kwoty, to wartość oczekiwana wypłat zarówno dla gracza {\displaystyle A}, jak i dla {\displaystyle B} jest taka sama:
{\displaystyle X_{\bullet }^{A}} – wypłata gracza {\displaystyle A} przy wyniku {\displaystyle \bullet \in \{\mathrm {O} ,\mathrm {R} \};}
{\displaystyle X_{\mathrm {O} }^{A}=2,\qquad X_{\mathrm {R} }^{A}=-2;}
{\displaystyle \mathbb {E} X^{A}=2\cdot {\tfrac {1}{2}}+(-2)\cdot {\tfrac {1}{2}}=0.}
Ponieważ jest to gra o sumie zerowej, {\displaystyle X^{A}=-X^{B},} to {\displaystyle \mathbb {E} X^{A}=\mathbb {E} X^{B}.}